# چیندیت‌ها
چیندیت‌ها (انگلیسی: Chindits) اعضای یکی از لشکرهای هندی ارتش انگلستان در جنگ جهانی دوم، که تحت فرماندهی سرتیپ اورد وینگیت (۱۹۰۳–۱۹۴۴) برضد ژاپنی‌ها در برمه (میانمار کنونی) عملیات چریکی انجام می‌داد. این نام برگرفته از «چینته» افسانه‌ای (نیم شیر، نیم عقاب) است، که جلوِ معبدهای برمه ای نصب می‌کنند تا ارواح خبیثه را دور نگه دارد. چیندیت‌ها به دو عملیات مهم دست زدند؛ اولی را سربازان تیپ ۷۷ در ۱۹۴۳ و دومی را واحدی ویژه متشکل از سربازان شش تیپ در ۱۹۴۴ انجام دادند. اورد وینگیت در سانحه ای هوایی در جریان مرحلهٔ مقدماتی دومین عملیات جان باخت.